# ウィキソース
ウィキソース (Wikisource) は、ウィキメディア財団が運営するウィキを利用した自由に利用できるテキストを集めた電子図書館である。ウィキソースはプロジェクトの名前でもあり、またプロジェクトのインスタンス（実体）である個々のサイト（主に各言語版）もウィキソースと呼ばれ、複数のウィキソースが集まって大きなウィキソースプロジェクトを形成している。ウィキソースの目的はあらゆる形態のフリーテキストを、多数の言語および翻訳においても提供することである。元々は有用または重要な歴史的文書を保存するアーカイブとして着想され、今では幅広いコンテンツを扱うライブラリとなっている。
2003年11月24日にプロジェクト・ソースバーグとして公式に開始された。同年、名称はウィキソースに変更となり、7か月後には独自のドメインネームも獲得した。プロジェクトはその信頼性の欠如から批判を受けてきたが、アメリカ国立公文書記録管理局 (NARA) のようにウィキソースを引用するサイトもある。
プロジェクトが対象とするテキストは、まずパブリックドメインかフリーライセンスであること、次に商業出版されたものか歴史的文書であること（自費出版は不可）、そして検証可能であること、の三条件を満たさねばならない。検証については当初、オフラインまたは信頼できる他の電子図書館によって行われていた。現在、テキストの信頼性と正確性を保証する目的で導入された ProofreadPage エクステンションによりオンラインの検証もサポートしている。
各言語ごとに存在する個別のウィキソースのうち、いくつかではスキャンデータによる裏付けを必須としている。ウィキソースの収集物はテキストではあるが、漫画や映画、オーディオ・ブックといったメディアから収集されたものも含まれている。またウィキソースによっては、そのウィキソースの方針により、ウィキソース利用者が注釈をつけることを認めているものもある。

## 歴史
ウィキソースの初期（2003年から2005年）は何度か名称とURLの変更が行われた。また、2005年には各言語版はサブドメインに移行した。

### 初期
当初のウィキソースのコンセプトは有用または重要な歴史的文書の保存所であった。これらのテキストはウィキペディアの記事において一次資料または原文として利用されること、また独自の権利を持つアーカイブとなることが想定されていた。コレクションは重要な歴史的・文化的なものに重点を置かれ、プロジェクト・グーテンベルクのような他のデジタルアーカイブとは区別されていた。

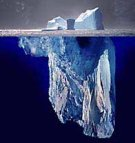
最初期のロゴ画像

プロジェクトは計画段階ではプロジェクト・グーテンベルクをもじってプロジェクト・ソースバーグ (Project Sourceberg) と呼ばれた。
2001年には、ウィキペディアにおいて一次資料を追加することについて論争があり、これはテキストの追加と除去が繰り返される「編集合戦」を引き起こした。プロジェクト・ソースバーグはこの問題への解決策として提案された。プロジェクトの提案においてウィキペディアのユーザー、The Cunctator は「きっとプロジェクト・グーテンベルクのようになるだろう、ウィキペディアとヌーペディアの関係のように。」と述べ、すぐに発言を明確にするため「プロジェクト・グーテンベルクの成果を複製しようとしているわけではなく、むしろ補完したいと思っている。おそらくはプロジェクト・ソースバーグの主要な役割は、ウィキペディアからプロジェクト・グーテンベルクのファイルに簡単にリンクするためのインターフェースとして、またプロジェクト・グーテンベルクに新しい作品を簡易に提供するためのインターフェースとなるだろう。」と述べた。最初についたコメントはラリー・サンガーのものであった。「厳しい質問だとは思うが、なぜ我々は車輪の再発明をしなければならないのだろう、プロジェクト・グーテンベルクが未だ存在するというのに。プロジェクト・グーテンベルクを補完したい？どうやって？具体的には？」。サンガーの発言は、プロジェクトの必要性を問う懐疑的なものだった。またジミー・ウェールズは「ラリー同様、私もプロジェクト・グーテンベルクに我々が追加できることについてはよくよく考えた方がいいと思う。一次資料というものは通常、誰でも編集可能でなければならないとは思えない。つまり、シェイクスピアはシェイクスピアであって、我々が彼の作品につける注釈とかそういった我々がしたいものとは異なるんだ。」と述べた。
プロジェクトは ps.wikipedia.org において活動が始められた。利用者はサブドメインの ps を一次資料 (primary sources) またはプロジェクト・ソースバーグ (Project Sourceberg) の意味であるととらえていた。しかし、これはパシュトー語版ウィキペディアのサブドメインであり、プロジェクト・ソースバーグがそれを占有する状態となっていた。

プロジェクト・ソースバーグは2003年11月24日に公式に開始された。一時的なアドレスとして sources.wikipedia.org を与えられ、ps.wikipedia.org 上にあったテキストは全てこの新しいアドレスに移行した。2003年12月6日には投票の結果、名称がウィキソースとなったが、2004年7月23日まで URL は変更されなかった。

### ロゴおよびスローガン
ウィキソースはプロジェクト・ソースバーグとして始められたため、最初のロゴは氷山 (iceburg) の画像であった。ロゴ変更の投票が2度実施されたが結論は出ず、2006年までロゴ画像は変更されないままであった。最終的にロゴは法的・技術的な問題から変更された。画像のライセンスはウィキメディア財団が使用するロゴとしては不適切であり、また画像を適切なサイズにできなかったためである。新しいロゴ画像はオリジナルのロゴ画像を元に作られた。
ウィキソースの初期のスローガンは「The Free Library」でありウィキペディアの多言語ポータルページを参考にして作られた多言語ポータルページに記載されていた。

### 編集ツール

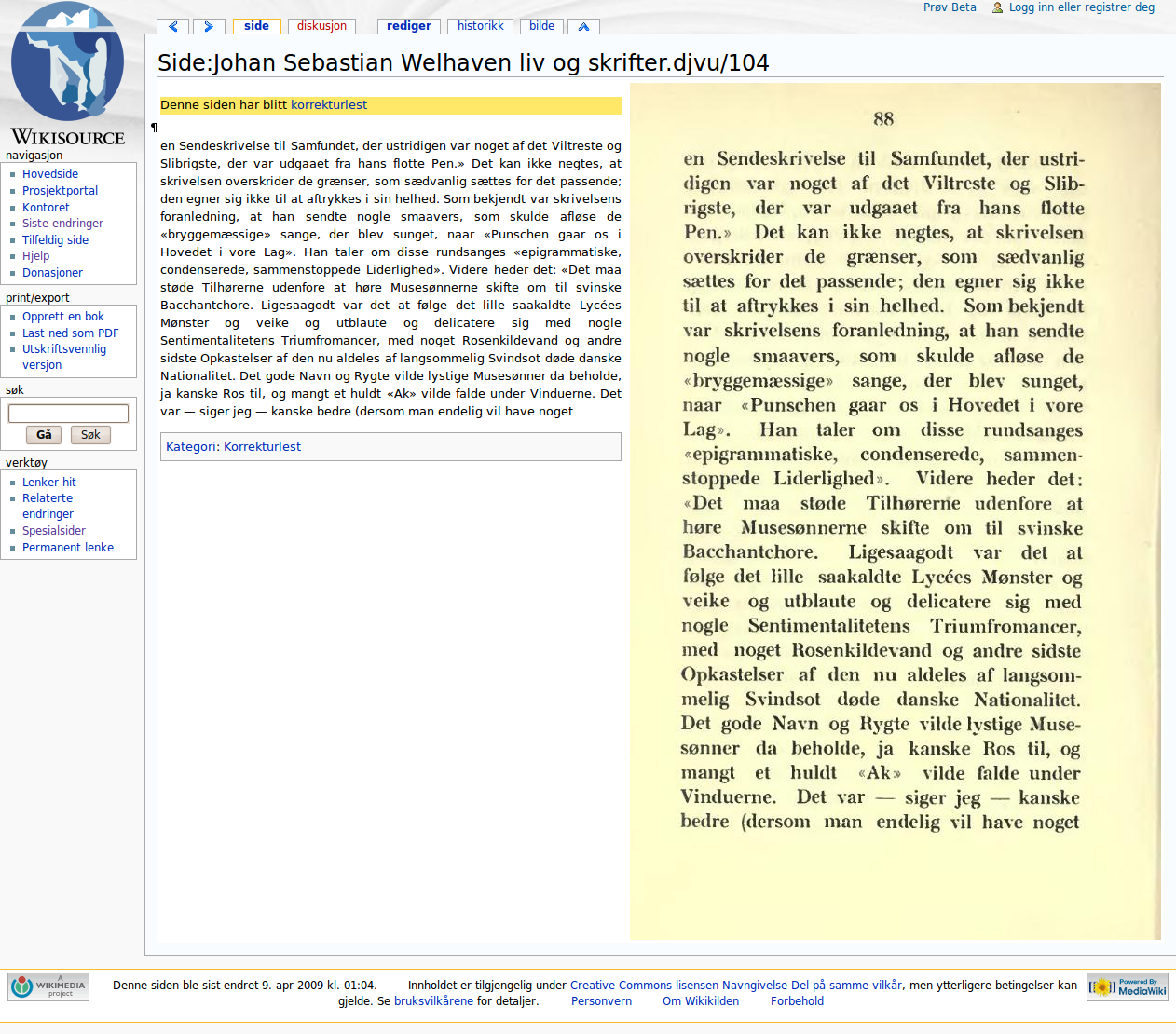
Proofread Page エクステンションの動作画面

メディアウィキの拡張機能である ProofreadPage はウィキソースへ転記されたテキストの確認作業を改善するため、ThomasV によって開発された。これはスキャンされたデータをウィキソースのテキストの横に配置することによって、他の利用者が校正および正確性を確認できる仕組みである。書籍などからスキャンされたデータは角度やその他の問題点について画像処理を行うことができる。レタッチされた画像は PDF や DjVu ファイルとしてウィキソースまたはウィキメディア・コモンズにアップロードすることができる。
このシステムはウィキソースにおけるテキストの正確性確保に寄与している。原文からスキャンされた画像は後で校正したり、読者が原文と比較して確かめることができる。ProofreadPage は編集参加者の増加にも役立っている。原文の画像がすでにアップロードされていることで、原文を持たない利用者であっても編集に参加することができる。したがって、誰でも編集できるというウィキメディアの理念を推し進めることにつながっている。
ThomasV はこれ以外にもガジェットを作り出している。テキストに注釈を含めるべきか含めないべきか論争が起こったとき、彼は原文のみ、注釈付きのどちらかを選んで表示するガジェットを作成した。また古い文字やつづりのまま表示すべきか、現代のものに改めるべきか論争が起こったときは、テキスト自体はオリジナルの古い文字のままだが、読者が望むならば現代文で表示できるガジェットを作成している。

▶   例: フランス語版ウィキソースにおける「長いs」や昔のつづりの表示比較。
|  |  |

### 推移
sources.wikipedia.org において活動が正式に開始されてから2週間以内に1,000ページ以上が作成され、およそ200ページが実際の項目となった。2004年1月4日には登録利用者数が100に達した。2004年7月初旬には、項目数は2,400を超え、利用者数も500以上となった。2005年4月30日には2,667の登録利用者（うち18アカウントは管理者）がおり、およそ19,000項目存在する。同日に総編集回数は96,000回を迎えた。
2005年11月27日、英語版ウィキソースはサブドメイン移行から3か月目にして20,000項目を達成、これはサブドメインへ分割前、4月時点でのウィキソース全体の項目数を上回った。2008年2月14日、英語版ウィキソースは10万項目をフランシス・ビックネル・カーペンターの『Six Months at the White House 』の第74章で達成した。
2006年5月10日にはフランス語版においてウィキソース上のポータルが初めて作成された。

## 収集対象

ウィキソースの収集基準をベン図で示す。緑は3つの要件をすべて満たす収集に最適なもの。黄色は理想的とは言えないが収集の対象と認められるもの。

ウィキソースはすでに公表済みである、小説やノンフィクションの作品、書簡、スピーチ、憲法や歴史的な文書、法令など多岐にわたる文書をデジタル化して収集している。これら収集された文書は著作権フリーまたはクリエイティブ・コモンズ 表示-継承 (CC BY-SA) のライセンスの下、公開されている。各言語への翻訳も受け入れられている。文書以外にも漫画や映画、録音されたものあるいは朗読作品などが収集されている。ウィキソースの収集対象は事前に公開されているものに限られ、また自費出版社の書籍や編集者のオリジナルのテキストは対象とならない。
テキストのスキャンデータは多くのウィキソースで歓迎され、また必須とされる場合もある。しかしながらほとんどのウィキソースでは電子化されていない書籍などから、または他の電子図書館のデータから転写されたものも受け入れられている。著名な歴史的かつ重要な文書である場合、すでに公表済みの文書であるという要件も少数ではあるが免除されている。この場合も著作権フリーまたはCC BY-SAライセンスの下で公開できることといった法的要件は変わらない。
未公表のオリジナルなテキストとして認められているものは文書の注釈および翻訳のみである。ウィキソースおよび姉妹プロジェクトのウィキブックスではテキストの注釈版を作成することができる。ウィキソースにおいては注釈は原文を補うことであり、プロジェクトの主要な目的はやはり原文にある。対照的に、ウィキブックスでは注釈が主要な要素であり、原文というものが存在したとしても、それはただの参考文献または補足要素に過ぎない。注釈版はドイツ語版ウィキソースでは一般的である。プロジェクトでは利用者による翻訳も受け入れており、英語版ウィキソースにおいては、聖書の「自由放任な翻訳」を作成することを目的とした「Wiki Bible」というウィキソース内のプロジェクトが存在し、多数の翻訳を作成している。

## 構成

### 各言語版
ヘブライ語版ウィキソースは2004年8月にウィキソースから分割された。ヘブライ語では文章はもっぱら右から左に向けて書かれるため編集が困難なことから独立した言語版となった。翌月にはドイツ語をはじめ、他の言語の利用者も独自のウィキを希望するようになったが、12月に実施された各言語版を作成することについての投票では結論は出なかった。最終的には2回目の投票が行われ、2005年5月12日に各言語ごとにサブドメインを設置する案が賛成多数で可決された。
第一段階として2005年8月23日にメディアウィキのリード・デベロッパー Brion Vibber によって14の言語版が分割された。この時点では英語版は分割されなかったが、リンクを en: とした場合はメインサイトである wikisource.org に転送されるようになっていた。
続く第二段階の移動に備え、カテゴリの整理やページの整列順などがウィキソースコミュニティの大規模な手作業で行われていった。2005年9月10日から11日にかけて、英語版および日本語版を含む9つの言語版が設置された。
2006年3月29日には新たに3つの言語版が作成され、2006年6月2日には14言語版が作成された。2016年の時点では60以上のサブドメインを持つウィキソースが存在し、他にも試験運用中のサブドメインを持たない wikisource.org でホストされる言語が存在する。

### wikisource.org
各言語はサブドメインへと移行していったが、wikisource.org は以下に挙げる3つの理由によりウィキとしての機能を保ち続けるよう要求された。
1. ウィキソースプロジェクトの多言語共用サイトとなるため。実際には各言語ごとにサブドメインに移行してからは多言語共用サイトの重要性は大きくなかった。しかしながら、Scriptorium（書写室）というページ[26]において方針についての議論が行われていたり、各言語版の更新についてのニュースやマイルストーンが書き込まれている。
2. サブドメインを持たない言語版のホームページ、メインページとしての役割[27]。独立したウィキソースになる前のインキュベーター、試験運用サイトとして、サブドメインを持たない30言語以上のサイトがホームページとして利用している。これらの中には非常に活発な言語も存在し、何百（エスペラントやヴォラピュク）または1,000以上のテキストを収蔵している言語（ヒンディー語）も存在する。
3. 多言語ポータルとして直接的・継続的なコミュニティーの発展に寄与するため。現在のメインページは2005年8月26日に、Thomas V によってウィキペディアポータルを参考に作成された。

プロジェクト共有ウィキのアイデアはウィキソースで初めて認識されるようになったが、ウィキメディアのプロジェクトであるウィキバーシティのベータウィキでも採用されていた。ウィキバーシティではウィキソース同様、全言語の共有サイト、またインキュベーターとして利用されていた。ただし、そのメインページは多言語ポータルとしては利用されていなかった。

## 評価
ラリー・サンガーはウィキソースおよびウィクショナリーを批判しており、その理由としてプロジェクトが共同作業という性質上、専門家による監修がなされておらず、したがってコンテンツが信頼のできるものではないからとしている。
新約聖書の研究家であり、ノースカロライナ大学チャペルヒル校で神学の教授を務めるバート・D．アーマンは、英語版ウィキソースのプロジェクトによって作られたウィキソース独自の翻訳がなされた聖書を批判している。アーマンは「民主化は学問においては必ずしも良いこととは言えない」と述べている。旧約聖書の研究家でジョージア大学でユダヤ教について教授しているリチャード・エリオット・フリーマンは、創世記の翻訳において誤りがあることを指摘した。
2010年、ウィキメディア・フランスとフランス国立図書館（BnF）はBnFの電子図書館ガリカのスキャンデータをフランス語版ウィキソースに提供することに同意した。1,400のパブリックドメインとなっているテキストがウィキメディア・コモンズにアップロードされ、ウィキソースにおいて利用されている。OCRによって電子化されたテキストが人間の目によって、その質が改善されることが期待されている。
2011年、アメリカ国立公文書記録管理局 (NARA) は「所蔵物へのアクセスと可視性を高める」事業（パブリック・アクセス事業）の一環として英語版ウィキソースに多数の良質なスキャンデータを提供した。NARAが所蔵する文書および画像のウィキメディア・コモンズへのアップロードにおいて、NARAのウィキペディアン・イン・レジデンス、ドミニク・マクデヴィット＝パークスの寄与があった。多くの文書が転記されウィキソースの利用者によって校正が行われた。また、NARAのオンライン・カタログからウィキソースへのリンクが行われている。